# Autevielle-Saint-Martin-Bideren
Autevielle-Saint-Martin-Bideren är en kommun i departementet Pyrénées-Atlantiques i regionen Nouvelle-Aquitaine i sydvästra Frankrike. Kommunen ligger i kantonen Sauveterre-de-Béarn som tillhör arrondissementet Oloron-Sainte-Marie. År 2022 hade Autevielle-Saint-Martin-Bideren 213 invånare.

## Befolkningsutveckling
Antalet invånare i kommunen Autevielle-Saint-Martin-Bideren
| Referens: INSEE |